# Kovászi

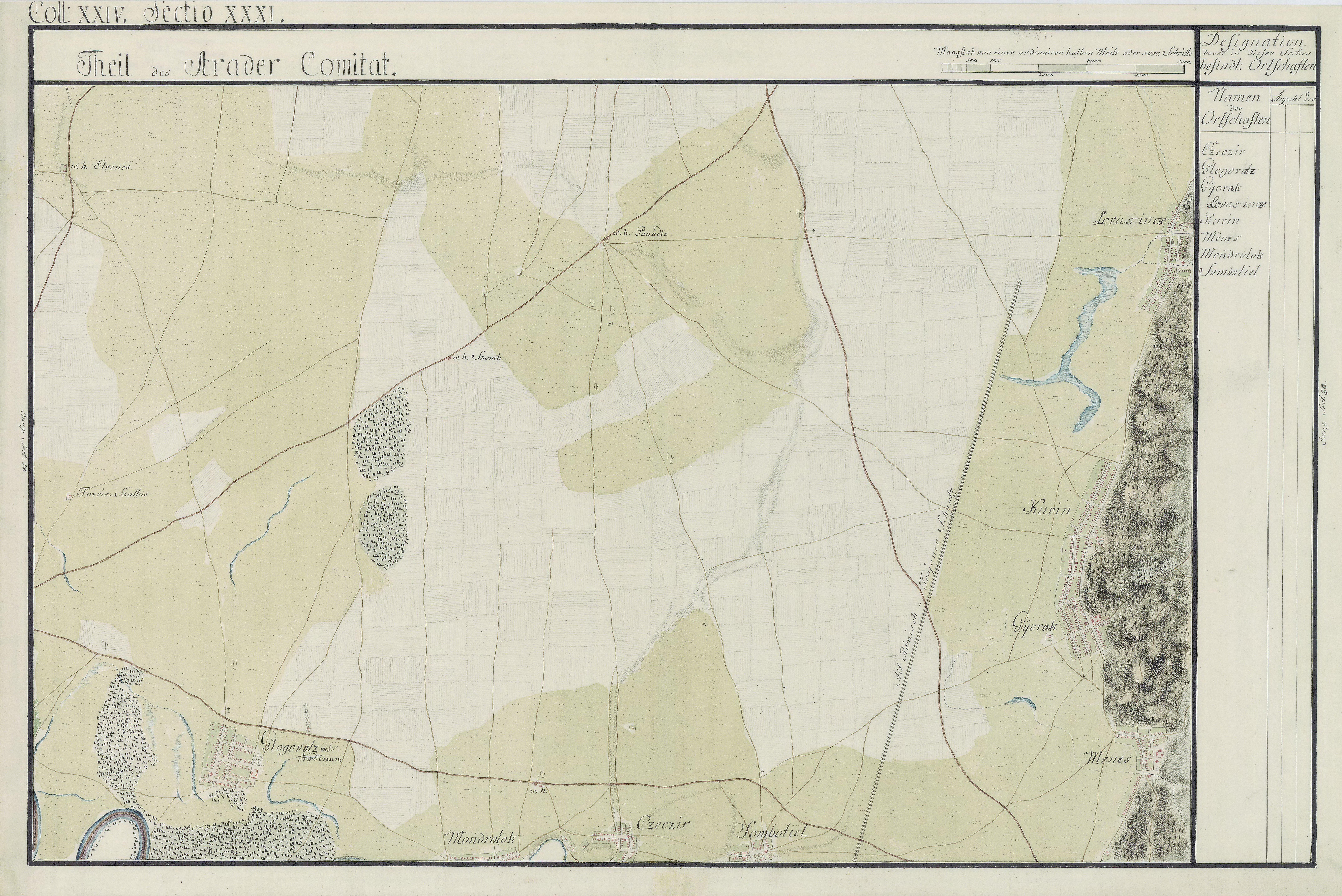
A falu 1782–85-ben, Magyarország első katonai felmérésén, tévesen mint „Lovasincze” szerepel

Kovászi, 1910-ig Kovaszinc (románul: Covăsinț) falu  Romániában, Arad megyében.

## Nevének eredete
A Kovászi név Kiss Lajos véleménye szerint egy adatolatlan ómagyar *Kovász személynév -i birtokjeles alakjából eredhet. A személynév feltételezhető szláv előzményei ismertek, etimológiája azonos lenne a kovász közzszóéval. 1278-ban Kuaci, 1333–35-ben Conasi, Kuasi, Kuasy és Kuassy, 1466-ban Kowazy alakban írták. A Kovaszinc egy 'kovásziak' jelentésű szláv képzős alak, amely román közvetítéssel került a magyarba.

## Fekvése
Aradtól 28 km-re keletre fekszik, részben síkságon, részben a Zarándi-hegység nyugati dombhátain. Az Arad-hegyaljai borvidék északi, fehérbortermő vidékéhez tartozik. A határában folyó Matcă csatornát 1940-ben zsidó munkaszolgálatosok ásták ki. A környék vizeit általában a Marosba, magas vízállás esetén a Fehér-Körösbe vezeti le.

## Lakossága
- 1839–40-ben 3350 ortodox (román) és 59 római katolikus lakosa volt.
- 1910-ben 3848 lakosából 3640 volt román, 119 magyar, 46 német és 43 egyéb anyanyelvű; 3676 ortodox, 121 római katolikus, 26 református és 20 zsidó vallású.
- 2002-ben 2659 lakosából 2012 volt román és 625 cigány nemzetiségű; 2100 ortodox, 249 pünkösdi, 156 adventista és 123 baptista vallású.

## Története
A középkorban katolikus lakosságú település, a 15–16. században mezőváros volt. Ekkoriban már fejtettek rezet keleti határában, a Valea Mare mellékvize, a Lili völgyében. 1566 és 95 között a borosjenői szandzsákhoz tartozott, majd rövid időre erdélyi fennhatóság alá került. 1612-től Mágócsi Ferenc birtokolta uradalmát, de az 1630-as években ismét hódoltsági terület lett. 
A törökök kiverése után a mai belterület felső részén kezdett újjátelepülni, és 1693 és 1749 között az újjászervezett Arad vármegye egyik központi településének számított. 1715-ben ötven családot (46 jobbágy- és négy zsellércsaládot), 1720-ban 33, 1746–52-ben 93 családot számoltak össze benne. Az aradi ortodox püspök látogatásakor, 1755-ben, 120 ortodox háza volt. A művelt szőlőterület 1746–52 és 1771 között az adatok szerint nyolcszorosára, tizennyolcról 148 holdra nőtt. Utóbbi évben 258 jobbágy- és tizenhárom zsellércsalád lakta. A 18. század végén és a 19. század elején réz- és kőbányák működtek határában, a bányászok a falu felett épült telepen laktak.
Bírája 1848. október 10-én felolvasta Jelačić kiáltványát és felkelést robbantott ki. Lakói 18–20-án megöltek hét nemzetőrt, kifosztottak több magyarok által lakott házat és kocsmát, valamint elkergették Kossuth-párti papját, Arsenie Popovici-ot, aki Mikalakára menekült. 23-a után a Gaál László vezette honvédség feloszlatta a községi tanácsot és két lakost kivégzett. A régi helyére kinevezett új községi tanácsot a falu teljes lerombolásának terhe mellett kötelezték, hogy újoncokat állítson a nagybecskereki magyar táborba. 1861-ben, számos más Arad megyei faluhoz hasonlóan, a románt nyilvánította hivatali nyelvéül.
Neszly János jegyző az 1880-as évek elején magyar magániskolát szervezett, amelyet 1898-ban a magyar állam vett átt. 1909/10-ben az iskola diákjainak mintegy kétharmada volt román. 1901-ben alakult meg baptista gyülekezete, amely nemsokára imaházat is épített magának. 1905-ben épült meg vasútja, amelyet néhány évvel később villamosítottak, és egészen 1991-ig működött.
1944. szeptember 13-án román és magyar csapatok között zajlott ütközet a Feredeu forrás (ld. Világosnál) és a szomszédos remetekolostor közelében. Október 13-án a Vörös Hadsereg evakuálta a falu lakosságát és a jegyző házában alakították ki Malinovszkij marsall főhadiszállását. A falusiak csak november 17-én térhettek vissza otthonaikba.

## Látnivalók
- Középkori templomának csonka tornya egy ház kertjében áll.
- Barokk ortodox temploma 1734-ben épült, 1776 után jelentősen átalakították és megnagyobbították. A mellette álló parókián kis múzeumot rendeztek be.
- Két elhagyott rézbánya a Cioaca Văii hegyen, négy aknabejárattal.

## Gazdasága
- Határából 2007-ben 308 hektár volt szőlő és gyümölcsös. Ebből mintegy kilencven hektárt tettek ki eperföldek, lévén Kovászi a megye legjelentősebb epertermesztő települése. 1880-ban, nem sokkal a nagy filoxérajárvány előtt, még 375 hektár volt a szőlőterület nagysága.[5] Akkoriban a mustos fehér, a bakator, az apró fehér, a sárfehér, a purpureaszka és az ezerjó fajtákat termesztették.

## Híres emberek
- Itt született 1887-ben, a falu ortodox papjának fiaként Cornel Mikloși (Miklósi) közlekedési mérnök, feltaláló.